# 迈杰尔达河
迈杰尔达河（阿拉伯语：‎）是北非的一条河流。发源于阿尔及利亚苏格艾赫拉斯附近的阿特拉斯山脉，流经突尼斯北部地区，注入地中海的突尼斯湾。突尼斯境内长450公里，为该国最长河流，也是重要的水源。

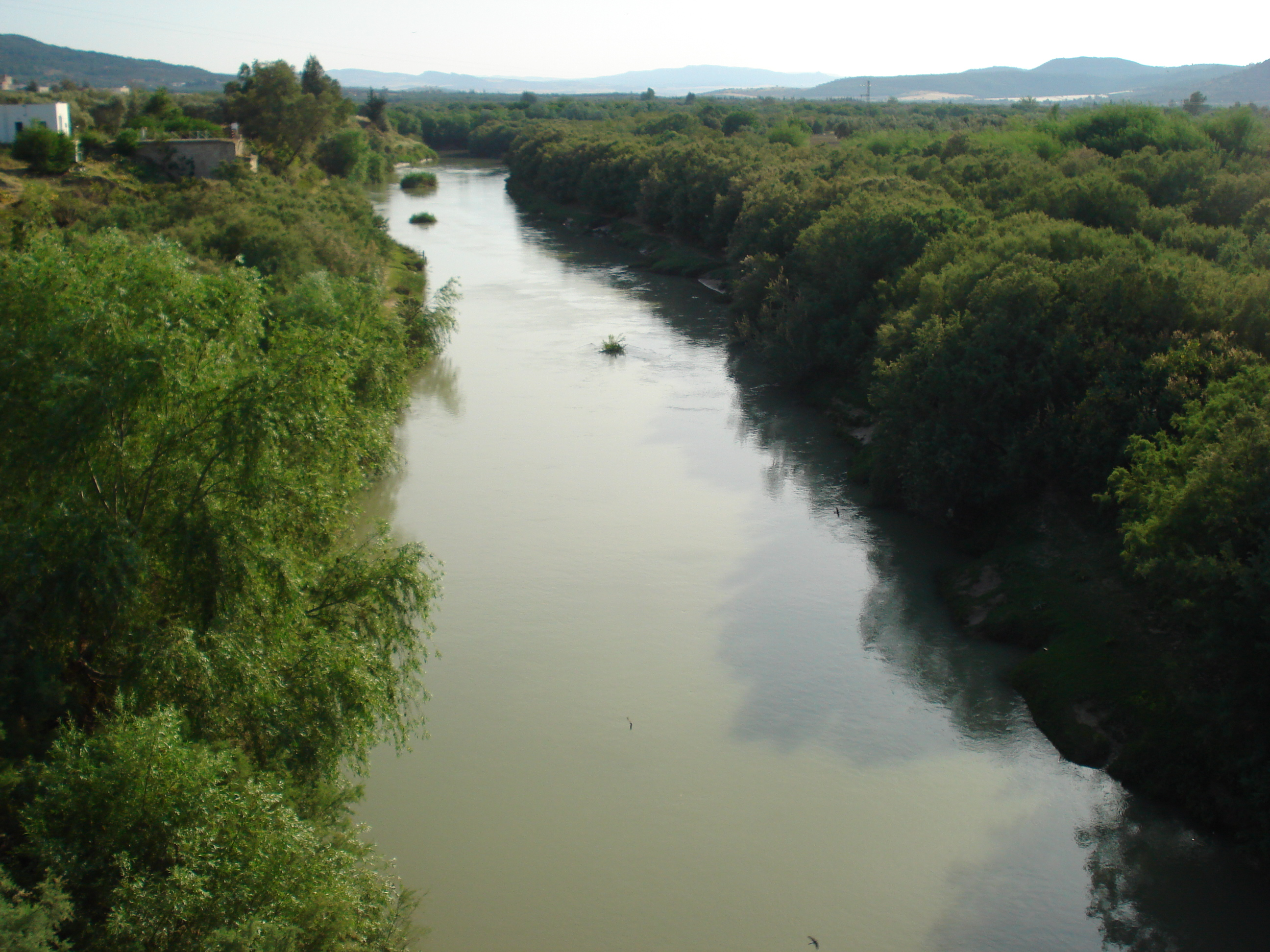
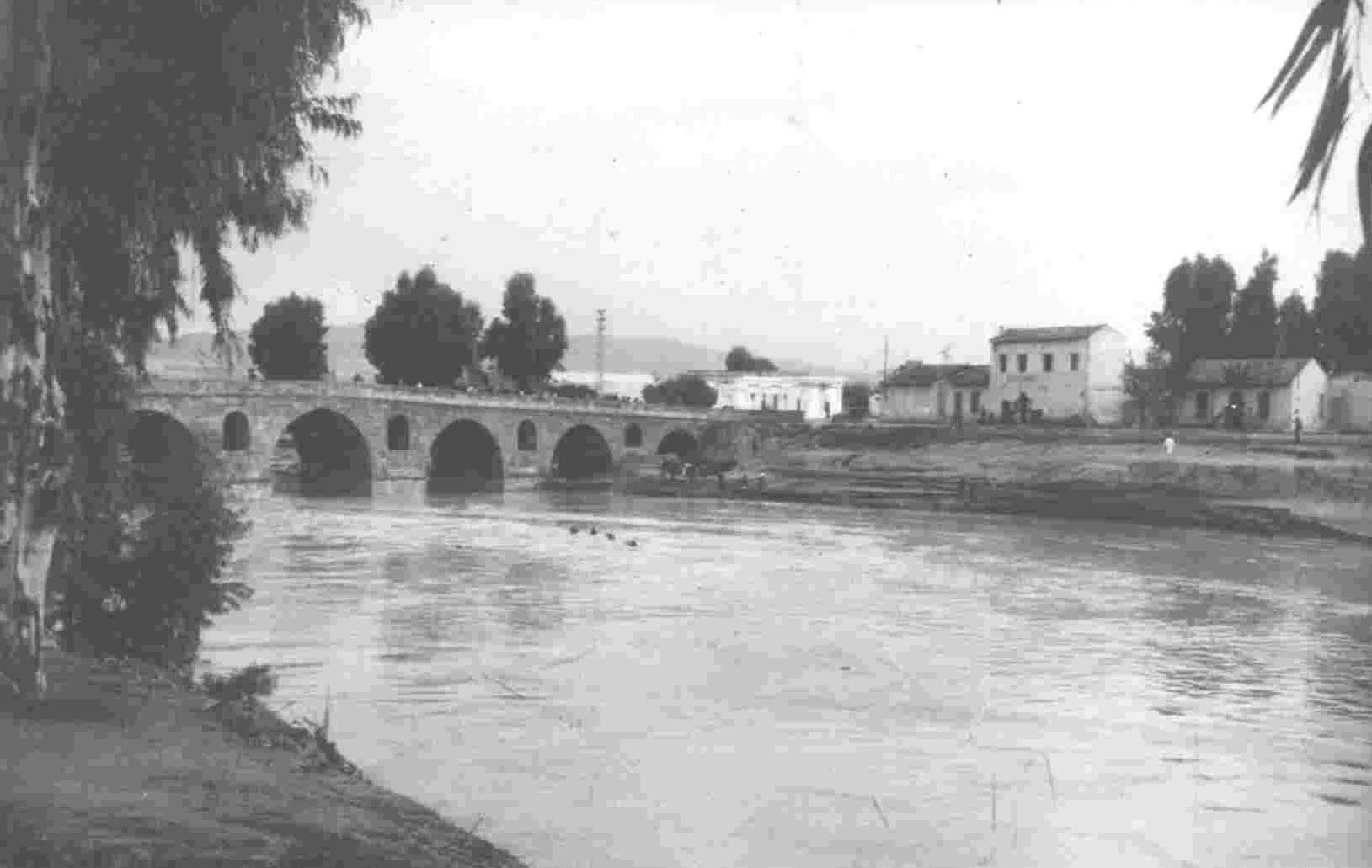
1947年
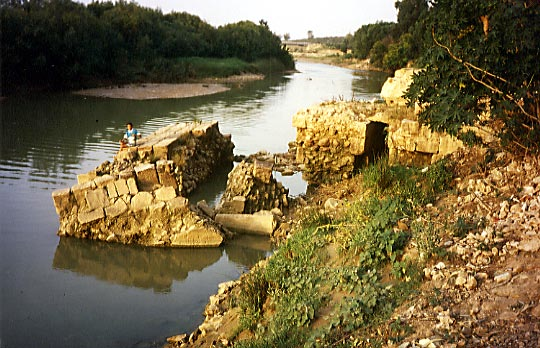
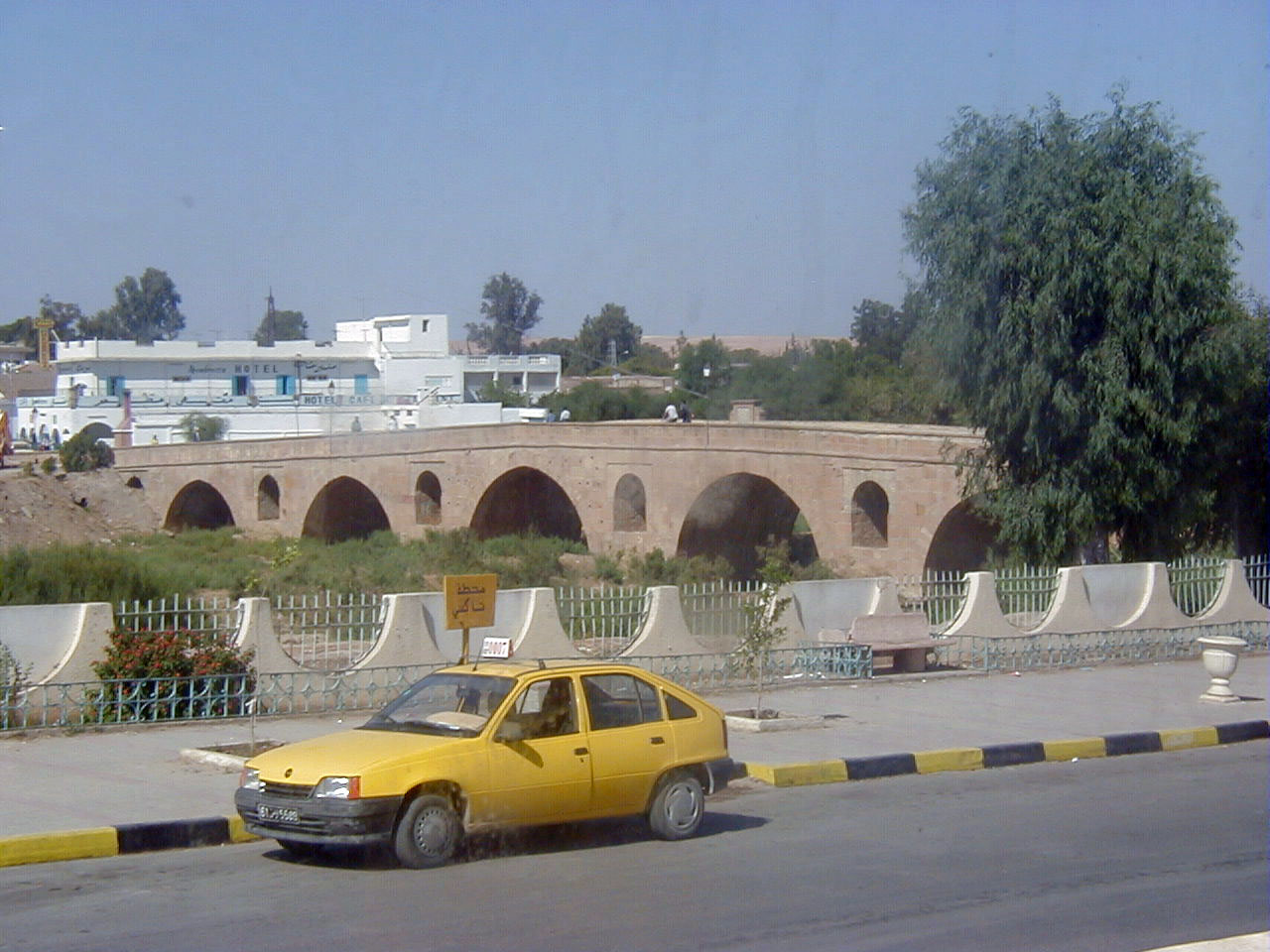
突尼斯境内迈杰尔达河上一座古桥